# Jai Waetford
Jai Ethan Waetford (25 januari 1999) is een Australische zanger, die bekend is geworden door zijn deelname aan X-Factor Australië waar hij eindigde als derde. Na zijn deelname heeft hij een contract getekend bij Sony Music Australia.

## Muziek

### 2013: The X Factor
Waetford deed auditie voor The X Factor met de nummers Different Worlds en Don't Let Me Go. In de Super bootcamp zong hij Titanium en We Are Never Getting Back Together, wat hem bracht tot de Home visits. Bij de Home visits zong hij zich met Always On My Mind de Live Shows in. In de liveshows heeft hij de finale bereikt en hij werd uiteindelijk 3e na Taylor Henderson en winnares Dami Im.

### Jai Waetford EP
Na het behalen van de 3e plaats, werd zijn single Your Eyes uitgebracht. Het nummer is ook terug te vinden op zijn album Jai Waetford EP, dat nog 5 andere nummers bevat, waaronder het nummer When A Child is Born, dat hij samen met X-Factor jurylid Ronan Keating zingt.

## Discografie
| Single met eventuele hitnotering(en) in de Nederlandse Top 40 | Datum van verschijnen | Datum van binnenkomst | Hoogste positie | Aantal weken | Opmerkingen |
| ------------------------------------------------------------- | --------------------- | --------------------- | --------------- | ------------ | ----------- |
| Your Eyes                                                     | 01-11-2013            |                       |                 |              |             |
| Get To Know You                                               | 28-03-2014            |                       |                 |              |             |
| That Girl                                                     | 28-03-2014            |                       |                 |              |             |
| You're The Lead                                               | 28-03-2014            |                       |                 |              |             |
| Sweetest thing                                                | 28-03-2014            |                       |                 |              |             |
| Shy                                                           | 17-01-2015            |                       |                 |              |             |
| Living not dreaming                                           | 05-02-2016            |                       |                 |              |             |
| Waves                                                         | 03-06-2016            |                       |                 |              |             |
| Drunk Together                                                | 11-07-2017            |                       |                 |              |             |
| Champagne                                                     | 17-08-2017            |                       |                 |              |             |
| Girl With a Suntan                                            | 19-10-2017            |                       |                 |              |             |
| We Don't Have To                                              | 14-12-2017            |                       |                 |              |             |
| Lost In You                                                   | 05-10-2018            |                       |                 |              |             |
| Get Over                                                      | 26-10-2018            |                       |                 |              |             |

| Album met eventuele hitnotering(en) in de Nederlandse Album Top 100 | Datum van verschijnen | Datum van binnenkomst | Hoogste positie | Aantal weken | Opmerkingen |
| ------------------------------------------------------------------- | --------------------- | --------------------- | --------------- | ------------ | ----------- |
| Jai Waetford EP                                                     | 06-12-2013            |                       |                 |              |             |
| Get to Know You                                                     | 28-03-2014            |                       |                 |              |             |
| Shy                                                                 | 16-01-2015            |                       |                 |              |             |
| Heart Miles                                                         | 03-06-2016            |                       |                 |              |             |